# بيسلي
بيسلي (بالإنجليزية: Beasley)‏ هي مدينة أمريكية تقع في ولاية تكساس.تبلغ مساحة هذه المدينة 2.6 (كم²)،ويبلغ عدد سكانها 590 نسمة حسب إحصاء سنة 2010 م. تشير إحصاءات سنة 2000م بان الكثافة السكانية في هذه المدينة تقدر بـ(227) نسمة/كم2.

## التركيبة السكانية
حدّد مكتب تعداد الولايات المتحدة بيانات التركيبة السكانية لبيسلي في تعداد الولايات المتحدة. في ما يلي، التركيبة السكانية حسب تعدادي 2000 و2010.

### تعداد عام 2000
بلغ عدد سكان بيسلي 590 نسمة بحسب تعداد عام 2000، وبلغ عدد الأسر 216 أسرة وعدد العائلات 155 عائلة مقيمة في المدينة. في حين سجلت الكثافة السكانية 219.3 نسمة لكل كيلومتر مربع (568.0/ميل2). وبلغ عدد الوحدات السكنية 232 وحدة بمتوسط كثافة قدره 86.2 لكل كيلومتر مربع (223.3/ميل2).
وتوزع التركيب العرقي للمدينة بنسبة 77.97% من البيض و6.61% من الأمريكيين الأفارقة و12.71% من الأعراق الأخرى و2.71% من عرقين مختلطين أو أكثر و30.68% من الهسبانيون أو اللاتينيون من أي عرق.
بلغ عدد الأسر 216 أسرة كانت نسبة 38% منها لديها أطفال تحت سن الثامنة عشر تعيش معهم، وبلغت نسبة الأزواج القاطنين مع بعضهم البعض 56.9% من أصل المجموع الكلي للأسر، ونسبة 10.6% من الأسر كان لديها معيلات من الإناث دون وجود شريك، بينما كانت نسبة 4.2% من الأسر لديها معيلون من الذكور دون وجود شريكة وكانت نسبة 28.2% من غير العائلات. تألفت نسبة 24.1% من أصل جميع الأسر من عدة أفراد يعيشون في نفس المنزل ونسبة 7.9% كانت تتألف من شخص يعيش بمفرده يبلغ من العمر 65 عاماً أو أكثر. وبلغ متوسط حجم الأسرة المعيشية 2.73، أما متوسط حجم العائلات فبلغ 3.28.
بلغ العمر الوسطي للسكان 35.8 عاماً. وكانت نسبة 28.3% من القاطنين تحت سن الثامنة عشر، وكانت نسبة 8.6% بين الثامنة عشر والرابعة والعشرين عاماً، ونسبة 28.3% كانت واقعةً في الفئة العمرية ما بين الخامسة والعشرين والرابعة والأربعين عاماً، ونسبة 23.4% كانت ما بين الخامسة والأربعين والرابعة والستين، ونسبة 11.4% كانت ضمن فئة الخامسة والستين عاماً فما فوق. يوجد لكل 100 أنثى 98.0 ذكر، ويوجد لكل 100 أنثى في الثامنة عشر من عمرها فما فوق 91.4 ذكر.
بلغ متوسط دخل الأسرة في المدينة 35,000 دولارًا، أما متوسط دخل العائلة فبلغ 47,625 دولارًا. وكان متوسط دخل الذكور 30,139 دولارًا مقابل 29,107 دولارًا للإناث. وسجل دخل الفرد الخاص بالمدينة 14,984 دولارًا. وكانت نسبة 5.7% من العائلات ونسبة 16.2% من السكان تحت خط الفقر، وكان من هؤلاء نسبة 18.9% تحت سن الثامنة عشر ونسبة 24.1% في الخامسة والستين من العمر وما فوق.

### تعداد عام 2010
بلغ عدد سكان بيسلي 641 نسمة بحسب تعداد عام 2010، وبلغ عدد الأسر 224 أسرة وعدد العائلات 149 عائلة مقيمة في المدينة. في حين سجلت الكثافة السكانية 238.3 نسمة لكل كيلومتر مربع (617.2/ميل2). وبلغ عدد الوحدات السكنية 241 وحدة بمتوسط كثافة قدره 89.6 لكل كيلومتر مربع (232.1/ميل2).
وتوزع التركيب العرقي للمدينة بنسبة 67.71% من البيض و7.02% من الأمريكيين الأفارقة و0.31% من الأمريكيين ذوي الأصول الآسيوية و23.71% من الأعراق الأخرى و1.25% من عرقين مختلطين أو أكثر و52.11% من الهسبانيون أو اللاتينيون من أي عرق.
بلغ عدد الأسر 224 أسرة كانت نسبة 38.8% منها لديها أطفال تحت سن الثامنة عشر تعيش معهم، وبلغت نسبة الأزواج القاطنين مع بعضهم البعض 47.3% من أصل المجموع الكلي للأسر، ونسبة 15.6% من الأسر كان لديها معيلات من الإناث دون وجود شريك، بينما كانت نسبة 3.6% من الأسر لديها معيلون من الذكور دون وجود شريكة وكانت نسبة 33.5% من غير العائلات. تألفت نسبة 29% من أصل جميع الأسر من عدة أفراد يعيشون في نفس المنزل ونسبة 10.7% كانت تتألف من شخص يعيش بمفرده يبلغ من العمر 65 عاماً أو أكثر. وبلغ متوسط حجم الأسرة المعيشية 2.86، أما متوسط حجم العائلات فبلغ 3.58.
بلغ العمر الوسطي للسكان 32.4 عاماً. وكانت نسبة 29.5% من القاطنين تحت سن الثامنة عشر، وكانت نسبة 9.2% بين الثامنة عشر والرابعة والعشرين عاماً، ونسبة 27.3% كانت واقعةً في الفئة العمرية ما بين الخامسة والعشرين والرابعة والأربعين عاماً، ونسبة 21.7% كانت ما بين الخامسة والأربعين والرابعة والستين، ونسبة 12.3% كانت ضمن فئة الخامسة والستين عاماً فما فوق. وتوزع التركيب الجنسي للسكان بنسبة 49.5% ذكور و50.5% إناث.